# 114 (nombre)
Pour les articles homonymes, voir 114 (homonymie).
114 (cent-quatorze ou cent quatorze) est l'entier naturel qui suit 113 et qui précède 115.

## En mathématiques
114 est :
- un nombre abondant ;
- un nombre sphénique ;
- un nombre Harshad ;
- un nombre nontotient, c'est-à-dire qu'il n'y a pas de solution à l'équation {\displaystyle \varphi (x)=114\,}, où φ désigne l'indicatrice d'Euler ou fonction totient ;
- à 114, la fonction de Mertens tombe à -6, qui est un nouveau record qui tient jusqu'à 197.

## Dans d'autres domaines
114 est aussi :
- le nombre de sourates dans le Coran, et le numéro de la sourate an-nās ;
- le numéro atomique du flérovium, un élément synthétique ;
- le numéro de téléphone du CNR 114, centre d'appels d'urgence pour les personnes sourdes ou malentendantes en France ;
- STS-114 Return to Flight est une mission de la navette spatiale Discovery qui inaugure le retour dans l'espace des Américains en juillet 2005 plus de deux ans après la perte accidentelle de la Navette spatiale Columbia ;
- le Tupolev Tu-114 était un avion de ligne soviétique à turbopropulseurs construit dans les années 1950 ;
- années historiques : -114, 114 ;
- la TTG Fam's 114 du réseau Gadz'Arts ;
- Ligne 114 (chemin de fer slovaque).